# 森福允彦
森福 允彦（もりふく まさひこ、1986年7月29日 - ）は、愛知県豊橋市出身の元プロ野球選手（投手、左投左打）、野球解説者。

## 経歴

### プロ入り前
豊橋市立栄小学校1年生時に花田フレンズで軟式野球を始めた。小学校6年生時に豊橋選抜の投手として全国制覇。中学校では豊橋スカイラークスで硬式野球を始めた。
豊川高等学校進学後は高校2年、3年ともに夏の愛知大会で2年連続準優勝。高校2年時には56イニング自責点ゼロの記録を樹立。これは工藤公康の愛知大会記録を更新するもので、当時は「三河のドクターK」として話題になった。準決勝では山内壮馬、長谷部康平を擁する杜若高校にも完封勝利した。しかし決勝では堂上剛裕、丸山貴史を擁する愛工大名電高校に0-3で敗れた。
2005年にシダックスに入社し、3月に行なわれた東京スポニチ大会で好投して新人賞を受賞、武田勝と並んでシダックスの主力投手の1人となり、第76回都市対抗野球大会・第32回社会人野球日本選手権大会出場の原動力となる。
2006年は、都市対抗野球東京2次予選では明治安田生命を相手に打ち込まれて予選敗退を喫し、JR東日本の補強選手として第77回都市対抗野球大会に出場。堀井哲也監督の指導の下でクローザーを務め、JR東日本のベスト4進出に貢献した。その後シダックスの廃部が決まり、日本選手権関東2次予選では東芝を相手に先発したものの集中打を浴びて敗戦。シダックスはこの試合の敗戦をもって活動を停止したため、シダックス最後の試合で先発した投手となった。シダックスの廃部に伴う特例で高卒2年目ながらドラフト対象選手となり、ドラフト指名されなければJR東日本への移籍が決まっていたが、2006年大学生・社会人ドラフトで福岡ソフトバンクホークスに4巡目指名を受けて入団。

### ソフトバンク時代
2007年、3月31日に一軍昇格し、同日の対千葉ロッテマリーンズ戦（千葉マリンスタジアム）の9回6点リードの場面からプロ初登板。無失点でのデビューだった。4月10日の対ロッテ戦、本拠地福岡 Yahoo! JAPANドームデビューの試合も9回12点リードから1回を無失点、5月3日に二軍での再調整を言い渡された。7月11日に再昇格したが、出番無く7月28日に降格となった。一軍では7試合登板で、防御率1.50でシーズンを終えた。
2008年、開幕を一軍で迎え、6試合登板したものの、5月2日に再調整で二軍降格となった。ウエスタン・リーグでは5月14日の対中日ドラゴンズ戦を境に約2ヶ月間の公式戦欠場が続き、7月15日の対中日戦で実戦復帰。一軍には昇格することなくシーズンを終え、二軍でもわずか12試合の登板、防御率5.40だった。秋季キャンプから本格的にサイドスローに転身するため投球フォーム改造に取り組んだ。
2009年、4月21日に一軍へ昇格し、同日東京ドームで行われた対日本ハム戦で6回2点リードから登板し、3者連続三振でプロ入り初ホールドを記録した。2試合連続で走者ありからの勝ち継投で登板したものの四球絡みの途中降板を続けて5月1日に二軍へ降格。7月18日に一軍へ戻り、7月30日の対オリックス・バファローズ戦で福岡 Yahoo! JAPANドーム初のホールドを記録。8月3日の対ロッテ戦では3回3点ビハインド一死から7回一死まで自己最長の4イニングを投げ、無失点に抑えた。しかし、その後3試合連続で失点し再び二軍へ落ちた。9月25日に再昇格を果たすと主に大差でのワンポイントリリーフとして4試合投げてレギュラーシーズンを終えた。

2010年、開幕を一軍で迎えたが、3月28日から3試合連続で失点し二軍へ降格、5月26日に昇格するも登板無く降格、6月18日に2度目の昇格を果たすと大差ビハインドながら6試合無失点と好投し、以降負け試合の中継ぎに定着。この試合を境に重要な場面での登板が増加する。翌日8月27日対ロッテ戦では先発山田大樹の後を受け、5回一死満塁の場面で登板、3番井口資仁を空振り三振、4番金泰均を初球セカンドゴロに打ち取り、6回も無失点に抑え、プロ入り初勝利を挙げた。8月15日から30日までに登板した6試合、11回2/3を投げた際のWHIPは0.343という数字を残している。9月7日から3試合連続のホールドを記録、9月19日から2連勝など、
甲藤啓介と共に攝津正、ブライアン・ファルケンボーグ、馬原孝浩からなるSBMに次ぐ存在となり、リーグ優勝に貢献した。3勝は全て先発の早期降板後に1回1/3以上を投げて無失点に抑えて得たものである。

クライマックスシリーズファイナルステージでは10月16日第3戦で6回1点リード2死1/2塁から1イニング無失点でポストシーズン初ホールドを記録。10月18日第5戦は8回4点ビハインドから登板し、9回二死二塁から清田育宏にツーランホームランを打たれて、チームは敗戦。4試合で4回を投げ防御率4.50だった。
2011年、開幕戦から勝ちパターンで登板、4月17日にアレックス・カブレラの捕球エラーにより走者を1人返したが、6月1日まで17試合連続無失点。その間の5月1日の対ロッテ戦（QVCマリンフィールド）で9回5点リード2死満塁から伊志嶺翔大をショートゴロに打ち取りプロ入り初セーブを記録した。同時にパシフィック・リーグ26人目となる1球セーブも達成した。7月19日から9月13日は前任の走者を1人返したものの20試合連続無失点を記録した。先発に転向した攝津、不調の馬原、故障の甲藤や藤岡好明などリリーフ陣が続々と離脱する中、彼らの穴を埋めるべくセットアッパーに定着し、チーム最多の60試合に登板、4勝を挙げて、チームのパシフィック・リーグ連覇に貢献した。

クライマックスシリーズファイナルステージでは11月4日第2戦で8回1点リードで登板し1回を無失点に抑えてホールドを記録、11月5日第3戦では10回1点日ビハインド二死満塁から星孝典をサードフライに打ち取り、援護により同点となった11回は3者凡退に抑えて後続へ繋ぎ、CS突破を決定付ける長谷川勇也のサヨナラ打を呼んだ。

中日との日本シリーズでは11月15日の第3戦で2点リード二死から1人抑えてホールド、11月16日第4戦では6回1点リード無死満塁から登板、小池正晃を空振り三振、平田良介をレフトフライ、谷繁元信をショートゴロに抑え、7回までの6者連続の凡退とし、連日のホールドで勝利に導いた。これは後に森福の11球と言われた。11月20日第7戦は9回3点リード無死一塁から森野将彦、トニ・ブランコの2者を打ち取り、攝津へ繋いでチームの日本一に貢献した。5試合に登板し打者16人に投げ無失点に抑えた。アジアシリーズでは11月25日の対統一セブンイレブン・ライオンズ戦で9回4点リード二死一二塁から登板し、陳鏞基にタイムリーを浴び、細川亨の守備側の無関心により二三塁とすると、潘武雄の三塁打により1点差に詰め寄られて降板となった。11月26日の対サムスン・ライオンズ戦では8回9点リードから登板し、クリーンナップの朴錫珉、崔炯宇、康奉珪を3者凡退に抑えた。

また、この年はオールスターゲームの中継ぎ投手部門でファン投票1位で選出され、7月22日にナゴヤドームで行われた第1戦で7回4点ビハインドから4番手でプロ初の出場、ウラディミール・バレンティン、坂本勇人から三振を奪うなど1回を無失点に抑えた。7月24日にクリネックススタジアム宮城で行われた第3戦では7回5点リードから3者凡退に抑えた。
2012年、開幕から8回を担当し、16試合連続無失点のスタートを切った。クローザーを務めていたファルケンボーグには故障歴があり、3連投を避けるため連投翌日のセーブ機会には森福が代理で登板していたが、5月18日にファルケンボーグが右肩の張りを訴えて登録抹消されたことでクローザーを任される事になった。6月10日からは5試合連続のセーブを記録した。8月8日の対日本ハム戦杉谷拳士に二塁打を打たれ、サヨナラ負けを喫した。9月7日からリーグ戦終了までの14試合は点を与える試合もありながらも自責0で終えた。前年を上回るキャリアハイの65試合（チーム最多）に登板し、2勝5敗17セーブ24ホールド、防御率1.39を記録した。また、前年に引き続きオールスターゲームに出場、7月20日に京セラドーム大阪で行われた第1戦に5番手で登板し1回を無失点に抑えた。
クライマックスシリーズファーストステージは第1戦で9回2点リード無死満塁から登板、クリス・カーターのショートゴロの間に1人生還させたものの後続を抑えて、自身初のポストシーズンでのセーブを挙げた。第3戦では8回2点リードから1回を無失点に抑えてホールドを挙げ、ファーストステージ突破に貢献。ファイナルステージでは第1戦に7回同点1死1塁から二岡智宏に決勝打となる勝ち越しタイムリーを打たれ、第2戦でも7回1点ビハインド一死二塁から糸井嘉男に2ランを打たれ、チームもCS敗退となった。
オフのオフの11月6日に、「侍ジャパンマッチ2012「日本代表 VS キューバ代表」」の日本代表が発表され代表入りした。第2戦に出場、6回同点から登板し、1回を投げ無失点だった。12月27日の契約更改交渉では5000万円アップとなる年俸1億2000万円でサインした。

また、12月4日に、第3回WBC日本代表候補選手34人が発表され候補入りした。
2013年、2月20日に、第3回WBC日本代表選手28人が発表され代表入りした。この大会では、WBC第1ラウンドでは3月6日の対キューバ戦で7回3点ビハインドから登板して死球を1つ与えたものの1回を無失点に抑えた。WBC第2ラウンドでは3月12日の対オランダ戦では7回7点リードから登板し、無死2・3塁とするとザンダー・ボガーツのタイムリー内野安打で1失点、ランドルフ・オドゥバーにも犠牲フライを打たれ1回2失点だった。3月15日に左肩痛を発症し、同日の強化試合を回避した。
レギュラーシーズン開幕には左肩が完治し、3月30日の対楽天戦で9回2点ビハインドから登板し3者凡退に抑えた。大隣憲司の急な腰の張りにより、5月6日の千葉ロッテ戦で自身通算200試合目の節目で7年目にしてプロ初の先発を経験したが、56球を投げ2回1失点で降板、敗戦投手となった。6月10日に二軍へ降格。7月3日に一軍へ戻ると7月10日から8月22日まで間、16試合連続無失点、8月31日からの10試合も無失点と後半戦は立て直した。ホールドは15（チーム2位）と減ったものの、この年は前任者が残した走者を36人背負い（得点圏からの登板は16試合）ながら、生還させたのはわずか3人と要所で相手の勢いを止める役としてチームに貢献した。
2014年、開幕から一度も抹消されること無く一軍で過ごし、5年連続となるWHIP1未満を達成。9月11日から9月28日までチームが1勝9敗と苦しんだ期間は5試合に登板し全てビハインドからの登板だったが走者を1人も生還させなかった。
クライマックスシリーズファイナルステージは10月15日第1戦に9回1点ビハインド一死から登板し、5番大谷翔平から空振り三振を奪った。10月18日第3戦では6回2点リード二死一二塁から西川遥輝に四球を与えたが、中島卓也は空振り三振に切ってホールドを挙げた。4試合を投げ2ホールド、防御率6.75だった。阪神との日本シリーズは第1戦にして福留孝介にタイムリー2ベース打たれ、その1試合の登板に終わった。12月26日の契約更改交渉では4年連続の50試合以上の登板が評価され、年俸1億6000万円でサインした。
2015年、一軍公式戦で14ホールドを挙げたが、0勝2敗、防御率5.82、対右打者の被打率が.455を記録するなど不振。登板数も32試合にとどまったため、5年連続の50試合登板を逃した。8月17日に出場選手登録を抹消されてからは、一軍から遠ざかる一方で、ウエスタン・リーグの公式戦や三軍戦への調整登板を経験した。9月20日には、ウエスタン・リーグの対阪神戦（守山市民球場）で最後に登板。チームがこの試合の勝利によって同リーグ史上初の4連覇を決めたことから、胴上げ投手になった。一軍も日本シリーズを連覇したものの、森福自身にはポストシーズンでの登板機会がなかった。
2016年、一軍公式戦では2年振りに50試合へ登板。もっぱら対左打者用のワンポイントリリーフとして起用されたため、通算の投球イニングは27回にとどまったものの、7月と8月に4連投、9月に5連投を経験。通算で2勝1敗16ホールド、防御率2.00という成績を残すなど、前年の不振を脱した。
レギュラーシーズン中の8月上旬に、国内FA権を初めて取得。ポストシーズン終了後の11月4日には「ソフトバンクでなければ今の自分はいない」としながらも「（対左打者用のワンポイントリリーフという）自分の置かれている立場に満足していないので、一番輝ける場所で野球がしたい」という理由で権利の行使を表明した。
2016年11月10日付でNPBからフリーエージェント宣言選手として公示されると、翌11日には、巨人が複数年契約を条件に森福への入団交渉を開始。FA宣言選手の残留を認めているソフトバンクも、複数年契約を提示しながら、森福への残留交渉を続けていた。しかし、森福は12月1日にソフトバンク球団の幹部に対して巨人へ移籍する意向を表明。これにより巨人への入団が決定した。なお、森福の推定年俸1億2,000万円はNPBのFA権の規定で、Cランク（2016年にソフトバンクへ在籍した日本人選手の上位11位以下）に該当することから、ソフトバンクに対する補償は必要ない。

### 巨人時代
2016年12月5日に、巨人が森福の入団を正式に発表。森福自身も、DeNAからFA権の行使で移籍した山口俊と共に入団記者会見へ臨んだ。背番号は13。
2017年、公式戦を一軍でスタート。セットアッパーとして期待されたが、開幕から7試合に登板して0勝2敗、防御率5.40と散々な結果となった。対右打者の被打率が.389だったのに対して、本来得意であるはずの左打者に対する被打率がそれを上回る.400という不調で、4月24日に出場選手登録を抹消された。5月16日に再び登録されると、5月24日の対阪神戦（甲子園）6回裏2死から登板。1回1/3を無失点に抑える好投で、セントラル・リーグ公式戦初勝利を挙げた。しかし6月1日の楽天戦で1回2/3を投げて敗戦投手になると、左打者に対するワンポイント起用に戻され、7月中旬からは登板機会が減少。8月11日に同じ中継ぎ左腕の山口鉄也と入れ替わる形で再び1軍登録を抹消され、以降昇格することはなかった。2軍では安定した投球を続けていたが、ファーム日本選手権では左打者の坂倉将吾に決勝点となる勝ち越し3ランホームランを打たれた。移籍初年度は30試合の登板で6ホールドに終わった。
2018年、開幕は二軍となり、6月13日に初めて一軍に昇格。チームに不足する中継ぎ左腕として期待されたが、昇格初日の古巣ソフトバンク戦で2点ビハインドの9回に登板し、打者3人を4球で打ち取るなどしたが、6月26日の広島戦ではサビエル・バティスタの本塁打を含め4安打3失点で降板、7月2日に2軍落ちとなると、シーズンオフまで1軍昇格はなく2試合で投球回2回で勝敗セーブホールドのいずれもなく、防御率13.50で終えた。
2019年、開幕は二軍で迎え、4月25日に一軍昇格。6月21日の対ソフトバンク戦では同点の6回に登板したが福田秀平に満塁ホームランを打たれた。

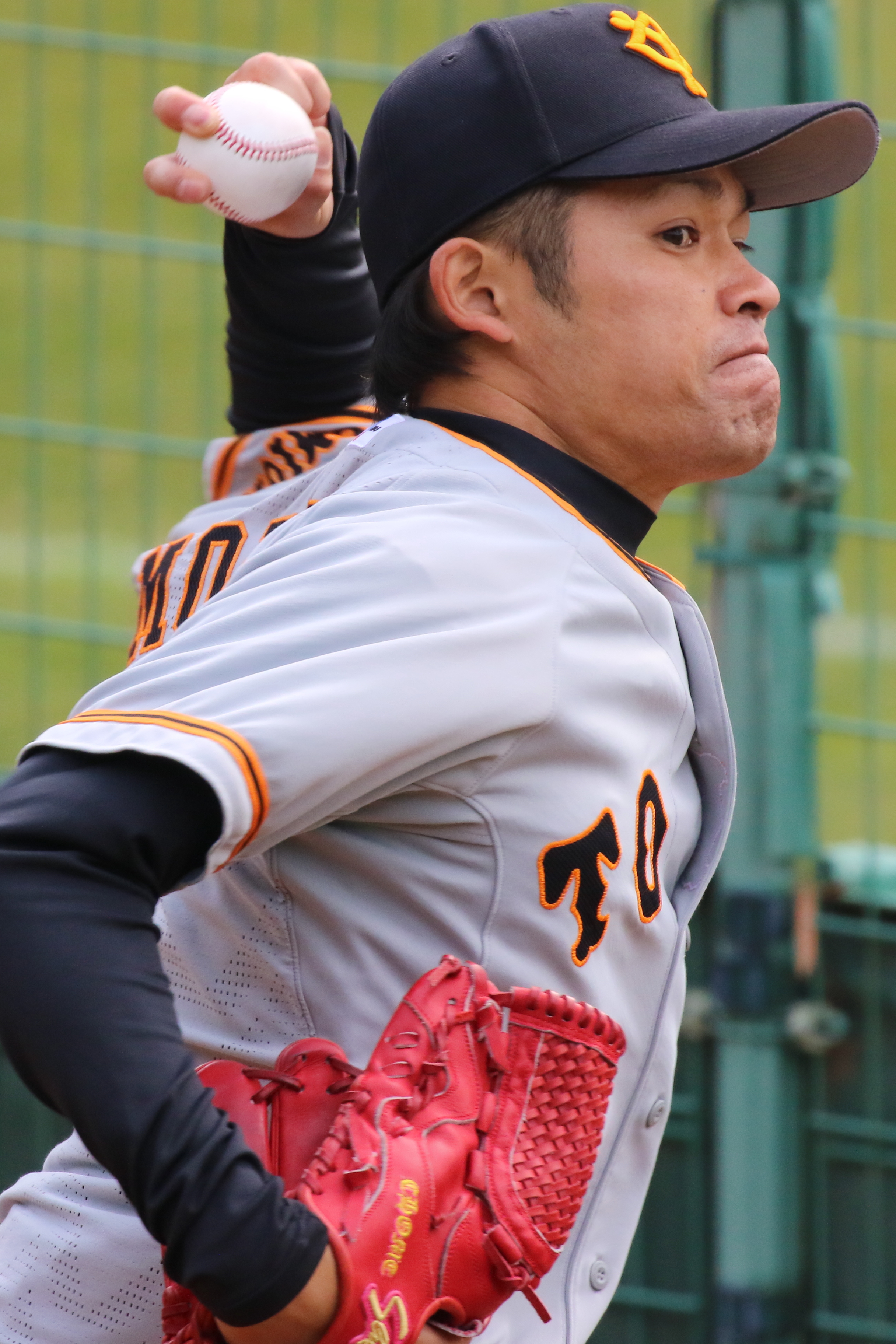
巨人時代

10月2日巨人からの戦力外通告を受けた。12月24日に、現役引退を表明。

### 引退後
2020年2月9日、宮崎市で行われているソフトバンクのキャンプを訪れた。住まいを東京からかつて住んでいた福岡へと移し、今後の進路に関しては「色々と模索しています。探しながら、この野球選手としての感覚を捨てないといけない。勉強していきながら、ですね。せっかくなので慌てて決めたくはない。ゆっくりと色々見ながら、見つけていきたいと思っています」と、まだ“未定”という。ただ、解説者としてのオファーは受けているようで「ありがたいことに解説の話をもらったので、野球を勉強しながらやっていきます。子供の頃から野球を見るのもやるのも好きだった。野球を見られるというのは楽しい」と語っていた。
同年からは九州朝日放送・スポーツライブ+・BS朝日の野球解説者に就任。

## プレースタイル

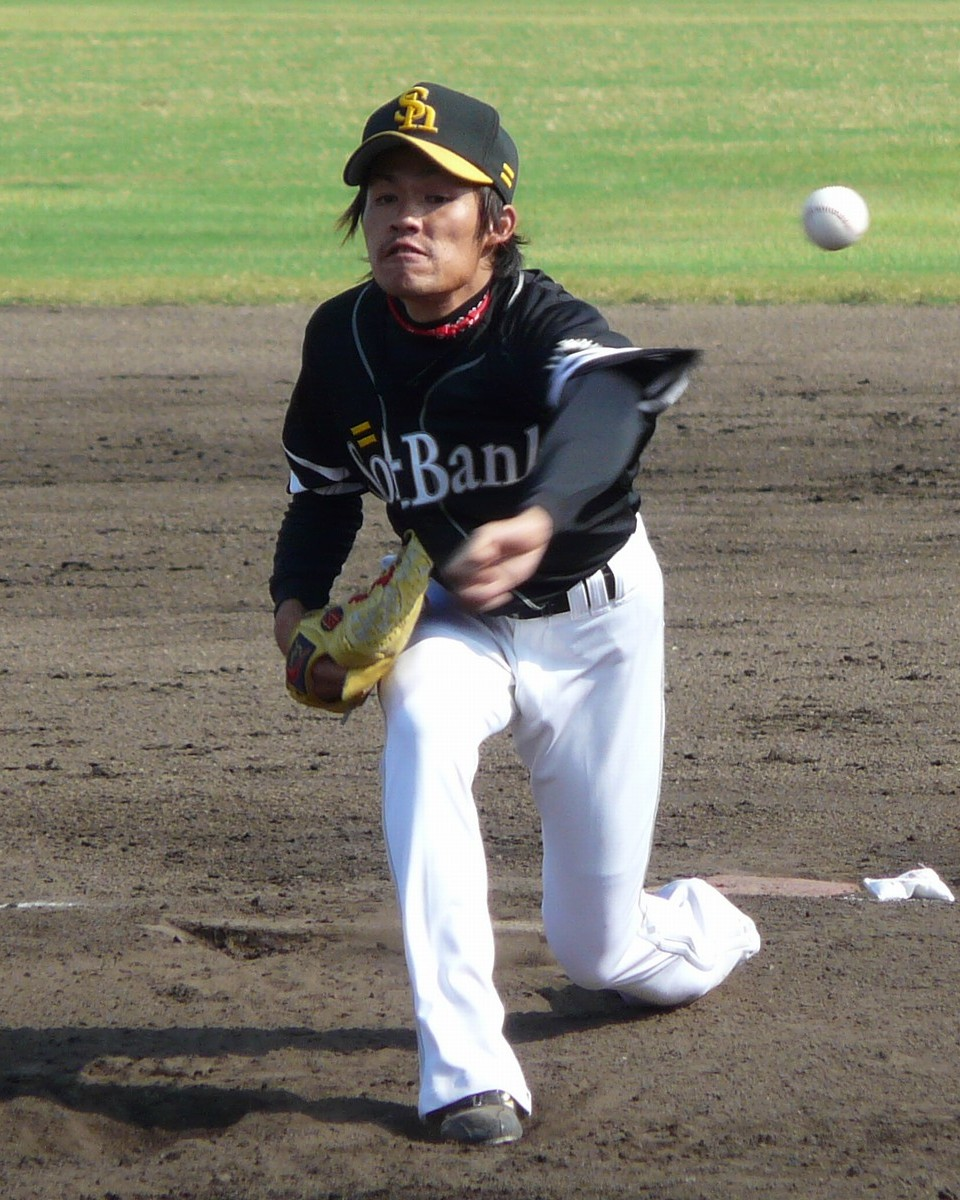
森福の投球フォーム

高校時代はスライダーのキレとカーブの変化で三振の山を築くスタイルで、プロ入り前はストレートの最速が143kmで遠投は100メートルだった。プロ入り当初はスリークォーターで、オーバースローとサイドスローの二刀流になり、2008年の秋季キャンプからフォームを改造し、サイドスロー一本となった。2008年10月時点では緩いスライダー、スラーブを投げていた。
2010年に、投球開始までの静止時間が長いフォーム、及びサインの交換が終わってから投球モーションに入る際に左手を高く上げる独特の動作を特徴とするサイドスローへ転身。平均球速約134km/h、最速140km序盤の速球と真横に滑るスライダー・シュートを投げ分け、凡打の山を築く投球スタイルとなってから才能が開花した。
リリーフで登板する際、ファウルラインの手前で帽子を取りグラウンドに向かって一礼してからマウンドに上がる。

## 人物
おちゃめな人物だったことで「おちゃめ！」と呼ばれていたことから、当初はおちゃめが愛称だった（2020年11月8日KBCラジオSTEPの中で本人談）。しかし、その後「チョメ」へと変化したことで、こちらがニックネームとして定着した。
ホークスの背番号19は、シダックスの監督であった野村克也が現役時代に着けていた番号である。野村は当時第一印象として体が大きくなく、球速も速くないため「しんどい」と思ったそうで、プロから声がかかった時に大変驚いたという。そこで、困った時に「外角高めでストライクを取れるコントロールを磨け」、球種はストレートとスライダーしかなかったため「シュートを身につけろ」と、教えたという。
一方、野村は「ホークスの19番」に対して、捕手による着用を待望していた経緯もあり（詳しくは山内孝徳と甲斐拓也の項目を参照）、楽天監督時代、ソフトバンクと対戦した2009年のクライマックスシリーズで、試合前に挨拶に来た森福に対し「背番号19って何や。背番号を変えろ。厚かましいわ。19番を恐れ多いと思わんかったんか」「まあ、19番はワシが南海で運を使い果たしたからな。今は何にも残っとらんやろ」とぼやいた。
プロ入り前に目標としていた投手は、身長160センチ台後半で当時5年連続2桁勝利を継続していた石川雅規と、シダックスの先輩であり、チームを日本一に導くために「チームのために身を削った」武田勝の2人である。
ファンサービスも大切にしており、2012年2月のバレンタインデーでチームトップの200個のチョコレートを貰うなど人気がある。
2012年には、オールスターゲーム出場の際に将来的なメジャー挑戦志向もあることを明らかにしていた。
プロレスラーの吉野正人と親交がある。
独身で、結婚歴は無し。

## 詳細情報

### 年度別投手成績
| 年 度     | 球 団        | 登 板 | 先 発 | 完 投 | 完 封 | 無 四 球 | 勝 利 | 敗 戦 | セ 丨 ブ | ホ 丨 ル ド | 勝 率 | 打 者 | 投 球 回 | 被 安 打 | 被 本 塁 打 | 与 四 球 | 敬 遠 | 与 死 球 | 奪 三 振 | 暴 投 | ボ 丨 ク | 失 点 | 自 責 点 | 防 御 率 | W H I P |
| --------- | ------------ | ----- | ----- | ----- | ----- | -------- | ----- | ----- | -------- | ----------- | ----- | ----- | -------- | -------- | ----------- | -------- | ----- | -------- | -------- | ----- | -------- | ----- | -------- | -------- | ------- |
| 2007      | ソフトバンク | 7     | 0     | 0     | 0     | 0        | 0     | 0     | 0        | 0           | ----  | 24    | 6.0      | 3        | 0           | 1        | 0     | 2        | 7        | 0     | 0        | 1     | 1        | 1.50     | 0.67    |
| 2008      | ソフトバンク | 6     | 0     | 0     | 0     | 0        | 0     | 0     | 0        | 0           | ----  | 33    | 6.2      | 9        | 0           | 6        | 0     | 0        | 3        | 1     | 0        | 5     | 5        | 6.75     | 2.25    |
| 2009      | ソフトバンク | 13    | 0     | 0     | 0     | 0        | 0     | 0     | 0        | 2           | ----  | 49    | 11.0     | 12       | 1           | 3        | 0     | 1        | 11       | 0     | 0        | 7     | 6        | 4.91     | 1.36    |
| 2010      | ソフトバンク | 36    | 0     | 0     | 0     | 0        | 3     | 1     | 0        | 5           | .750  | 188   | 48.2     | 34       | 5           | 10       | 1     | 3        | 45       | 0     | 0        | 17    | 14       | 2.59     | 0.91    |
| 2011      | ソフトバンク | 60    | 0     | 0     | 0     | 0        | 4     | 2     | 1        | 34          | .667  | 211   | 55.2     | 38       | 3           | 10       | 2     | 1        | 45       | 0     | 0        | 7     | 7        | 1.13     | 0.86    |
| 2012      | ソフトバンク | 65    | 0     | 0     | 0     | 0        | 2     | 5     | 17       | 24          | .286  | 235   | 58.1     | 40       | 1           | 17       | 3     | 3        | 55       | 0     | 0        | 12    | 9        | 1.39     | 0.98    |
| 2013      | ソフトバンク | 57    | 1     | 0     | 0     | 0        | 3     | 2     | 0        | 15          | .600  | 207   | 52.1     | 37       | 3           | 10       | 3     | 4        | 51       | 0     | 0        | 15    | 15       | 2.58     | 0.90    |
| 2014      | ソフトバンク | 58    | 0     | 0     | 0     | 0        | 2     | 1     | 0        | 15          | .667  | 186   | 47.2     | 32       | 2           | 14       | 3     | 3        | 47       | 0     | 0        | 17    | 16       | 3.02     | 0.97    |
| 2015      | ソフトバンク | 32    | 0     | 0     | 0     | 0        | 0     | 2     | 0        | 14          | .000  | 79    | 17.0     | 25       | 2           | 3        | 0     | 0        | 16       | 0     | 0        | 11    | 11       | 5.82     | 1.65    |
| 2016      | ソフトバンク | 50    | 0     | 0     | 0     | 0        | 2     | 1     | 0        | 16          | .667  | 105   | 27.0     | 23       | 1           | 2        | 0     | 3        | 23       | 0     | 0        | 7     | 6        | 2.00     | 0.93    |
| 2017      | 巨人         | 30    | 0     | 0     | 0     | 0        | 1     | 3     | 0        | 6           | .250  | 87    | 20.2     | 23       | 3           | 7        | 0     | 0        | 18       | 0     | 0        | 8     | 7        | 3.05     | 1.45    |
| 2018      | 巨人         | 2     | 0     | 0     | 0     | 0        | 0     | 0     | 0        | 0           | ----  | 10    | 2.0      | 4        | 1           | 0        | 0     | 0        | 0        | 0     | 0        | 3     | 3        | 13.50    | 2.00    |
| 2019      | 巨人         | 7     | 0     | 0     | 0     | 0        | 0     | 0     | 0        | 3           | ----  | 18    | 4.1      | 5        | 2           | 0        | 0     | 0        | 5        | 0     | 0        | 3     | 3        | 6.23     | 1.15    |
| NPB：13年 | NPB：13年    | 423   | 1     | 0     | 0     | 0        | 17    | 17    | 18       | 134         | .500  | 1432  | 357.1    | 285      | 24          | 83       | 12    | 20       | 326      | 1     | 0        | 113   | 103      | 2.59     | 1.03    |

### WBCでの投手成績
| 年 度 | 代 表 | 登 板 | 先 発 | 勝 利 | 敗 戦 | セ ｜ ブ | 打 者 | 投 球 回 | 被 安 打 | 被 本 塁 打 | 与 四 球 | 敬 遠 | 与 死 球 | 奪 三 振 | 暴 投 | ボ ｜ ク | 失 点 | 自 責 点 | 防 御 率 |
| ----- | ----- | ----- | ----- | ----- | ----- | -------- | ----- | -------- | -------- | ----------- | -------- | ----- | -------- | -------- | ----- | -------- | ----- | -------- | -------- |
| 2013  | 日本  | 2     | 0     | 0     | 0     | 0        | 10    | 2.0      | 2        | 0           | 1        | 0     | 1        | 2        | 0     | 0        | 2     | 2        | 9.00     |

### 年度別守備成績
| 年 度 | 球 団        | 投手  | 投手  | 投手  | 投手  | 投手  | 投手     |
| 年 度 | 球 団        | 試 合 | 刺 殺 | 補 殺 | 失 策 | 併 殺 | 守 備 率 |
| ----- | ------------ | ----- | ----- | ----- | ----- | ----- | -------- |
| 2007  | ソフトバンク | 7     | 0     | 0     | 0     | 0     | ----     |
| 2008  | ソフトバンク | 6     | 0     | 0     | 0     | 0     | ----     |
| 2009  | ソフトバンク | 13    | 0     | 1     | 0     | 0     | 1.000    |
| 2010  | ソフトバンク | 36    | 0     | 6     | 1     | 0     | .857     |
| 2011  | ソフトバンク | 60    | 0     | 11    | 0     | 0     | 1.000    |
| 2012  | ソフトバンク | 65    | 5     | 14    | 0     | 0     | 1.000    |
| 2013  | ソフトバンク | 57    | 6     | 8     | 0     | 0     | 1.000    |
| 2014  | ソフトバンク | 58    | 2     | 5     | 0     | 0     | 1.000    |
| 2015  | ソフトバンク | 32    | 0     | 3     | 0     | 0     | 1.000    |
| 2016  | ソフトバンク | 50    | 2     | 6     | 0     | 1     | 1.000    |
| 2017  | 巨人         | 30    | 2     | 4     | 1     | 0     | .857     |
| 2018  | 巨人         | 2     | 0     | 0     | 0     | 0     | ----     |
| 2019  | 巨人         | 7     | 0     | 0     | 0     | 0     | ----     |
| 通算  | 通算         | 423   | 17    | 58    | 2     | 1     | .974     |

### 表彰
- JA全農Go・Go賞 （救援賞：2012年6月）
- ヤナセ・福岡ソフトバンクホークスMVP賞：1回 （2011年）[55]

### 記録
初記録
- 初登板：2007年3月31日、対千葉ロッテマリーンズ2回戦（千葉マリンスタジアム）、9回裏に4番手で救援登板・完了、1回無失点
- 初奪三振：同上、9回裏に塀内久雄から空振り三振
- 初ホールド：2009年4月21日、対北海道日本ハムファイターズ4回戦（東京ドーム）、6回裏に3番手で救援登板、1回無失点
- 初勝利：2010年8月27日、対千葉ロッテマリーンズ18回戦（福岡Yahoo!JAPANドーム）、5回表1死に2番手で救援登板、1回2/3を無失点
- 初セーブ：2011年5月1日、対千葉ロッテマリーンズ5回戦（QVCマリンフィールド）、9回裏に3番手で救援登板・完了、1/3回を無失点
- 初先発：2013年5月6日、対千葉ロッテマリーンズ9回戦（福岡 ヤフオク!ドーム）、2回1失点で敗戦投手

その他記録
- 1球セーブ：2011年5月1日、対千葉ロッテマリーンズ5回戦（QVCマリンフィールド）、9回裏に伊志嶺翔大を遊撃ゴロ ※パ・リーグ史上26人目（28度目）、初セーブが1球セーブなのはNPB史上8人目[56]
- オールスターゲーム出場：2回 （2011年、2012年）

### 背番号
- 19 （2007年 - 2016年）
- 13 （2017年 - 2019年）
  - 21 （WBC2013）※正式メンバー34人

### 登場曲
- 『国道二号線』ガガガSP（2007年 - 2009年秋頃）
- 『ソウルメイト』華月祥（2009年秋頃 - 2010年夏頃）
- 『Try again』ビーグルクルー（2010年夏頃 - 2013年）この『Try again』のシングルCDジャケットには、森福の写真が使用されている。
- 『STAND UP』ビーグルクルー（2014年 - ）

### 代表歴
- 2013 ワールド・ベースボール・クラシック日本代表